# Spirobranchus giganteus
Spirobranchus giganteus je vrsta mnogoščetinca, ki pripada družini Serpulidae. Biva na koralnih grebenih v vseh tropskih oceanih, od Karibskega morja do Indijskega oceana in Pacifika.
S. giganteus spada med pritrjene mnogoščetince, pri katerih se je telesna organizacija spremenila na ta način, da živijo v cevkah, ki jih sami zgradijo. Glede na to, da svojega bivališča nikoli ne zapustijo, nimajo razvitih posebnih struktur za plazenje ali plavanje. Mladi osebki se umestijo v korale (predvsem v ognjene korale in Porites solida) in pričnejo izločati gradbeni material cevke. Med procesom se del korale, ki leži neposredno pod cevko, razgradi, vendar se poškodovani del hitro obnovi in obda cevko, mnogoščetinec pa strukturo dokonča. Biva na globini od 3-30 m.
Edini del, ki je viden navzven, sta dve lovki, na katerih se spiralno navijajo peresasti izrastki, ki so svetlo obarvani v različnih barvnih vzorcih. Prevladujejo predvsem rumena, modra, oranžna, rdeča in bela barva. Zaradi barvitosti in drevesu podobnih izrastkov nosijo vzdevek božično drevesce. Celotno telo meri okoli 10 cm, same lovke pa 4 cm.
Peresasti izrastki so namenjeni prehranjevanju in dihanju. Izrastki so pasivne strukture za prehranjevanje, na katere se ujame fitoplankton in organski drobir, ki potuje navzdol do ustne odprtine mnogoščetinca s pomočjo številnih migetalk. Lovke so sicer zelo občutljive na dotik in svetlobo, tako da se te skrijeta na varno v cevko že ob rahlem dotiku ali pojavu sence. Po kratkem času se tipično počasi pokaže le majhen del lovk, popolnoma pa se  iztegneta šele takrat, ko mine nevarnost.
S. giganteus ima ločena spola, razmnožuje se z zunanjo oploditvijo.